# Designazioni degli aeromobili delle Forze armate statunitensi
La designazione ufficiale dei diversi tipi di aeromobili in servizio con l'USAF, l'U.S. Navy, l'USMC e l'USCG include prototipi, pre-produzioni e velivoli di serie.
A partire dal 18 settembre 1962 tutti gli aeromobili in servizio presso la Marina americana, il Corpo dei Marines e la Guardia Costiera, hanno ricevuto una designazione identificativa comune, simile a quella già adottata dagli aeromobili USAF. La codifica si compone di 4 prefissi alfabetici (non sempre tutti utilizzati), un identificatore numerico progressivo e un suffisso alfabetico.

## Designazioni di aerodine
Le designazioni delle aerodine militari, gli aeromobili più pesanti dell'aria, la cui sostentazione è ottenuta mediante un'azione aerodinamica sulle superfici del mezzo, è differente rispetto a quella degli altri aeromobili, come per esempio i missili.

### Il primo prefisso
Il primo prefisso indica lo stato dell'aerodina e utilizza le seguenti lettere:

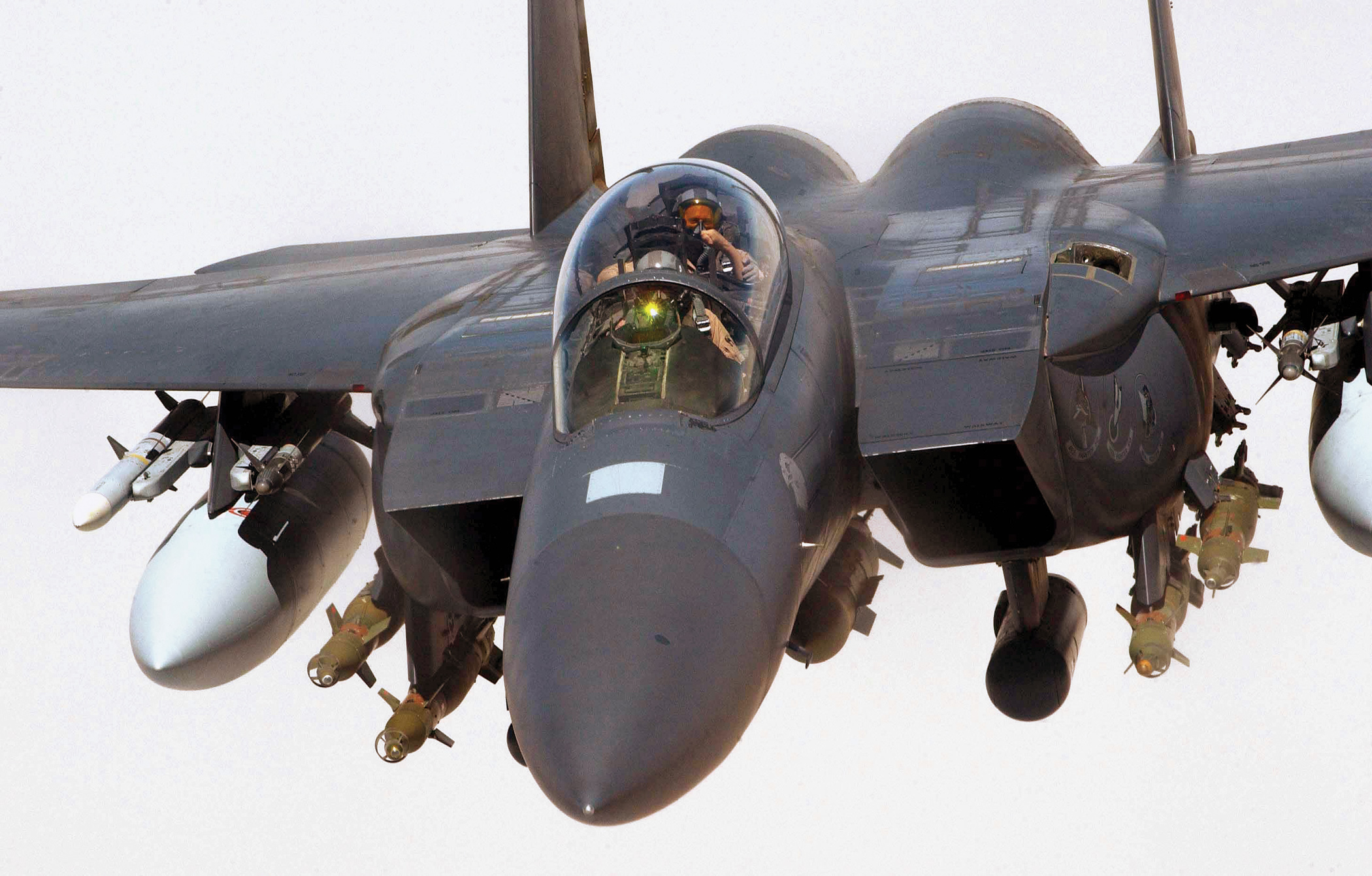
Un F-15E

- J per collaudi speciali temporanei;
- N per collaudi speciali permanenti;
- X per sperimentale;
- Y per prototipo;
- Z per pianificato.

### Il secondo prefisso
Il secondo prefisso indica il tipo di missione assegnata (modified mission) partendo dalla versione di origine. Sono impiegate le seguenti lettere:
- A per Attack, attacco;
- B per Bombardment, bombardamento;
- C per Cargo, trasporto;
- D per Direction (drone control), direzione (controllo velivolo senza pilota);
- E per Electronic, guerra elettronica;
- F per Fighter, caccia;
- H per Hoist, verricello;
- K per tanKer, aerocisterna;
- L per coLd weather, per climi freddi;
- M per Missile carrier, trasporto missili;
- O per Observation, osservazione;
- Q per drone, velivolo senza pilota;
- R per Reconnaissance, ricognizione;
- S per Sea impiegati sul mare;
- T per Trainer, addestratore;
- U per Utility, utilità, uso generale;
- V per VIP, personalità;
- W per Weather reconnaissance, ricognizione meteorologica.

### Il terzo prefisso
Il terzo prefisso indica il simbolo di missione base, è rappresentato dalle seguenti lettere:
- A per Attack, attacco;
- C per Cargo, trasporto;

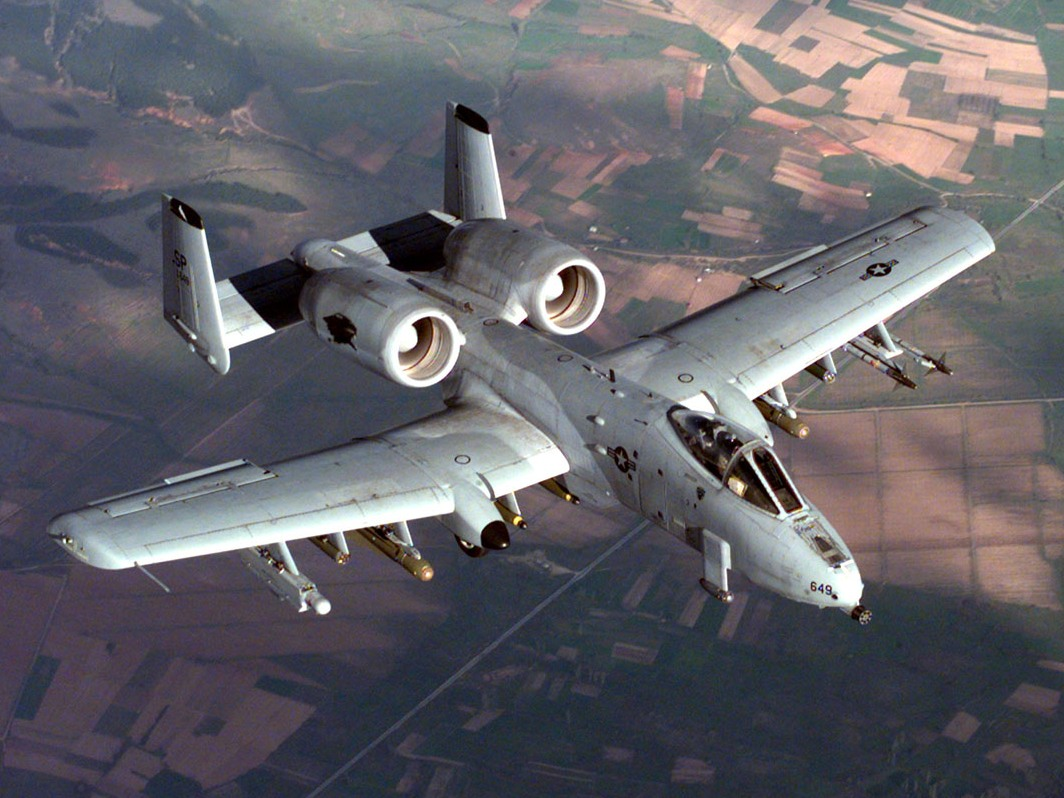
Un A-10 Thunderbolt II

- E per Electronic, guerra elettronica;
- F per Fighter, caccia;
- H per Helicopter, elicottero;
- O per Observation, osservazione;
- P per Patrol, pattugliamento;
- S per antiSubmarine, antisom;
- T per Trainer, addestratore;
- U per Utility, utilità, uso generale;
- X per Research, ricerca;

### Il quarto prefisso
Il quarto prefisso non viene utilizzato per le aerodine convenzionali, ma soltanto per due tipi, identificati dalle seguenti lettere:
- H per Helicopter, elicottero;
- G:  Sailplane
- Q: Unmanned aerial vehicle Veicolo aereo senza pilota
- S: Spazioplano
- Z: Più leggero dell'aria
- V per V/STOL (velivoli a decollo verticale o corto) e VTOL (velivoli a decollo verticale).

### L'identificatore numerico del velivolo
L'identificatore numerico è rappresentato da un numero che designa progressivamente i diversi velivoli che svolgono lo stesso tipo di missione base. Può essere a 1, 2 o 3 cifre, con possibile ripartenza dopo aver superato il numero «100».

### Il suffisso
L'ultimo simbolo, un suffisso, è una lettera progressiva dalla «A» alla «Z» (con omesse la «O» e la «I» per evitare confusioni con i numeri «0» e «1») che identifica i diversi tipi di versione di ogni singolo velivolo.

### Esempi
Per esempio, in base a quanto sopra esposto, una sigla complessa quale la "YTAV-8B" si riferisce a un prototipo (Y) da addestramento (T) del velivolo d'attacco (A) a decollo verticale o corto (V), al quale è stato assegnato l'ottavo numero identificativo (8), riferito alla sua seconda versione (B), ossia l'Harrier II.
La sigla "EP-3E" riguarda invece la versione per guerra elettronica (E) di un velivolo da pattugliamento (P), cui è stato assegnato il terzo numero identificativo (3), riferito alla sua quinta versione (E), ossia l'"Aries 2" derivato dal P-3 Orion.

## Designazioni di missili, razzi, lanciatori, satelliti e sonde
La codifica si compone di 4 prefissi alfabetici (non sempre tutti utilizzati), un identificatore numerico progressivo e un suffisso alfabetico.

### Il primo prefisso
Indica lo stato di volo con il seguente significato:
- C per Captive, agganciato;
- D per Dummy, inerte;
- J per special test, collaudo speciale (temporaneo);
- M per Maintenance, manutenzione;
- N per special test, collaudo speciale (permanente);
- X per Experimental, sperimentale;
- Y per Prototype, prototipo;
- Z per Planning, pianificato;

### Il secondo prefisso
Indica l'ambiente di lancio codificato come segue:
- A per Air, aria;
- B per Multiple, multiplo;
- C per Coffin, bara;
- F per Individual, individuale;
- G per Runway, pista;
- H per Silo Stored, immagazzinato in silo;
- L per Silo Launched, lanciato da silo;
- M per Mobile, mobile;
- P per Soft Pad, piattaforma di lancio morbida;
- R per Ship, nave;
- S per Space, spazio;
- U per Underwater, subacqueo;

### Il terzo prefisso
È riservato all'indicazione della missione (primaria)
- C per Transport, trasporto;
- D per Decoy, inganno radar;
- E per Electronic/Communications, elettronica/comunicazioni;
- G per Surface Attack, attacco al suolo;
- I per Aerial/Space Intercept, intercettazione aerea/spaziale;
- L per Launch Detection/Surveillance, sorveglianza;
- M per Scientific/Calibration, scientifica/calibrazione;
- N per Navigation, navigazione;
- Q per Drone, velivolo senza pilota;
- S per Space Support, supporto spaziale;
- T per Training, addestramento;
- U per Underwater Attack, attacco subacqueo;
- W per Weather, meteo;

### Il quarto prefisso
Viene utilizzato per indicare il veicolo
- B per Booster, razzo impulsore;
- M per Guided Missile or Drone, missile guidato o velivolo senza pilota;
- N per Probe, sonda;
- R per Rocket, razzo;
- S per Satellite, satellite;

## Velivoli degli Stati Uniti d'America

### Attacco

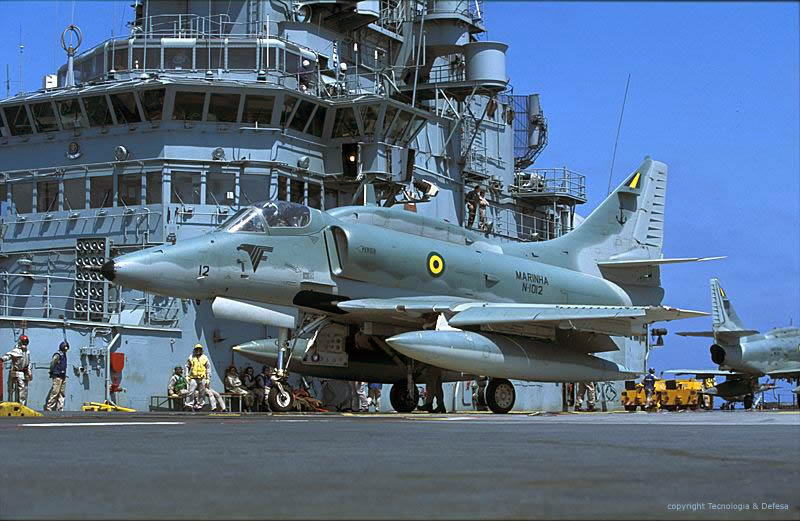
Un A-4 Skyhawk della Força Aeronaval, l'aviazione di marina brasiliana

- A-1: Douglas A-1 Skyraider (inizialmente AD)
- A-2: North American A-2 Savage (inizialmente AJ)
- A-3: Douglas A-3 Skywarrior (inizialmente A3D)
- A-4: McDonnell Douglas A-4 Skyhawk (inizialmente A4D)
- A-5: North American A-5 Vigilante (inizialmente A3J)
- A-6: Grumman A-6 Intruder (inizialmente A2F)
- A-7: Vought A-7 Corsair II (o anche Ling-Temco-Vought A-7 Strikefighter)
- A-8: AV-8 Harrier
- A-9: Northrop YA-9
- A-10: Fairchild-Republic A-10 Thunderbolt II
- A-11: General Dynamics A-11 Astra
- A-12: McDonnell Douglas-General Dynamics A-12 Avenger II
- A-26: Douglas A-26 Invader (ridesignato da B-26 nel 1948)
- A-37: Cessna A-37 Dragonfly (inizialmente AT-37)

### Bombardieri
- B-1: Rockwell B-1 Lancer
- B-2: Northrop Grumman B-2 Spirit
- B-15: Boeing XB-15
- B-16: Martin XB-16
- B-17: Boeing B-17 Flying Fortress
- B-18: Douglas B-18 Bolo
- B-19: Douglas XB-19 Hemisphere

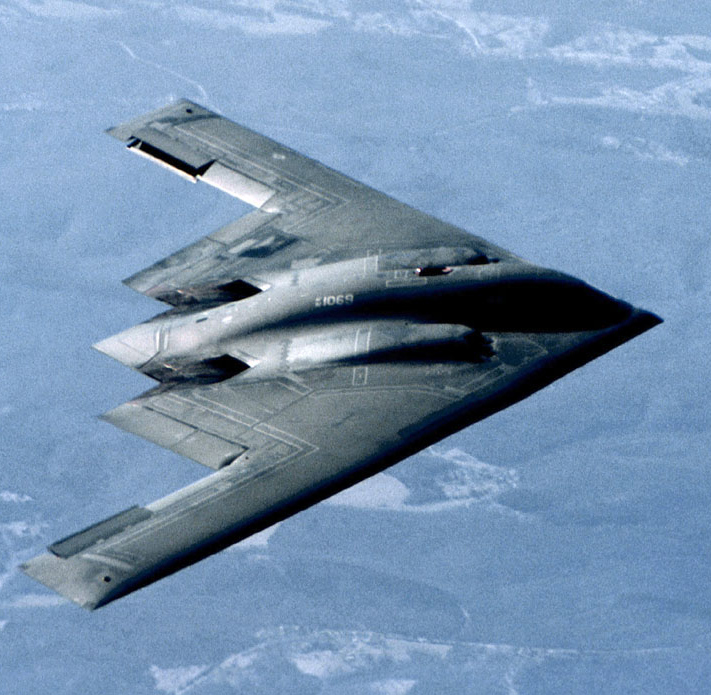
Un B-2 Spirit

- B-20: Boeing YB-20 (miglioramento dell'XB-15)
- B-21: North American XB-21
- B-22: Douglas XB-22 (prototipo di B-18 rimotorizzato)
- B-23: Douglas B-23 Dragon
- B-24: Consolidated B-24 Liberator
- B-25: North American B-25 Mitchell
- B-26: Martin B-26 Marauder (fino al 1948) e Douglas B-26 Invader (dal 1948 al 1965)
- B-27: Martin XB-27 (prototipo di bombardiere da alta quota derivato dal B-26)
- B-28: North American XB-28 (prototipo di B-25 da alta quota)
- B-29: Boeing B-29 Superfortress
- B-30: Lockheed XB-30
- B-31: Douglas XB-31
- B-32: Consolidated B-32 Dominator
- B-33: Martin XB-33 Super Marauder (prototipo di B-26 da alta quota)
- B-34: Lockheed B-34 Lexington
- B-35: Northrop YB-35
- B-36: Convair B-36
- B-37: Lockheed B-37 (inizialmente RB-34B, noto anche come O-56)
- B-38: Boeing XB-38 Flying Fortress (prototipo di B-17 rimotorizzato)
- B-39: Boeing XB-39 Superfortress (prototipo di B-29 rimotorizzato)
- B-40: Boeing YB-40 Flying Fortress (prototipo derivato da un B-17)
- B-41: Consolidated XB-41 Liberator (prototipo derivato da un B-24D)
- B-42: Douglas XB-42 Mixmaster
- B-43: Douglas XB-43 Jetmaster
- B-44: Boeing XB-44 Superfortress (prototipo di B-29 rimotorizzato)
- B-45: North American B-45 Tornado
- B-46: Convair XB-46
- B-47: Boeing B-47 Stratojet
- B-48: Martin XB-48
- B-49: Northrop YB-49
- B-50: Boeing B-50 Superfortress
- B-51: Martin XB-51
- B-52: Boeing B-52 Stratofortress
- B-53: Convair XB-53
- B-54: Boeing B-54 (prevista versione di serie di YB-50C)
- B-55: Boeing XB-55
- B-56: Boeing B-56 (inizialmente YB-47C)
- B-57: Martin B-57 Canberra
- B-58: Convair B-58 Hustler
- B-59: Boeing XB-59
- B-60: Convair YB-60
- B-66: Douglas B-66 Destroyer
- B-70: North American XB-70 Valkyrie

### Trasporto
(lista parziale)
- C-1: Grumman C-1 Trader
- C-2: Grumman C-2 Greyhound
- C-3: Martin VC-3A
- C-4: Grumman C-4 Academe
- C-5: Lockheed C-5 Galaxy
- C-6: Beech VC-6A
- C-7: de Havilland Canada C-7 Caribou
- C-8: de Havilland Canada C-8 Buffalo
- C-9: McDonnell Douglas C-9 Skytrain II/Nightingale
- C-10: McDonnell Douglas KC-10 Extender
- C-11: Grumman C-11 Gulfstream II
- C-12: Beech C-12 Huron
- C-13: non assegnato, per motivi legati alla superstizione
- C-14: Boeing YC-14
- C-15: McDonnell Douglas YC-15
- C-16: non assegnato
- C-17: McDonnell Douglas C-17 Globemaster III
- C-18: Boeing C-18
- C-19: Boeing C-19
- C-20: Gulfstream Aerospace C-20 Gulfstream III/IV
- C-21: Learjet C-21A
- C-22: Boeing C-22
- C-23: Short C-23 Sherpa
- C-24: Douglas EC-24
- C-25: Boeing VC-25
- C-26: Fairchild C-26
- C-27: Aeritalia C-27A Spartan e Alenia-Lockheed Martin C-27J Spartan
- C-28: Cessna C-28
- C-29: British Aerospace C-29 Hawker
- C-30: riservato ma poi non assegnato
- C-31: Fokker C-31 Troopship
- C-32: Boeing C-32
- C-33: Boeing C-33
- C-34: non assegnato per non generare confusione con il Beechcraft T-34
- C-35: Cessna UC-35
- C-36: riservato per lo YFC-36A ma poi non assegnato (ridesignato Boeing YAL-1)
- C-37: Gulfstream C-37
- C-38: Gulfstream C-38
- C-39: non assegnato per non generare confusione con il North American T-39 Sabreliner ancora in servizio con la Marina
- C-40: Boeing C-40 Clipper
- C-41: CASA C-41
- C-43: non assegnato per non generare confusione con il Boeing T-43
- C-44: non assegnato per non generare confusione con il Beechcraft T-44 Pegasus
- C-45: Northrop Grumman KC-45
- C-69: versione da trasporto militare del Lockheed L-049 Constellation
- C-106: Cessna C-106 Loadmaster
- C-121: Lockheed C-121 Constellation
- C-130: Lockheed C-130 Hercules
- C-131: Convair C-131 Samaritan
- C-132: Douglas C-132
- C-133: Douglas C-133 Cargomaster
- C-135: Boeing C-135 Stratolifter e Boeing KC-135 Stratotanker
- C-137: Boeing C-137 Stratoliner
- C-140: Lockheed C-140 JetStar
- C-141: Lockheed C-141 Starlifter
- C-142: LTV XC-142
- C-143: Bombardier C-143
- C-144: EADS-CASA HC-144A Ocean Sentry
- C-145: PZL Mielec C-145A Skytruck
- C-146: Dornier C-146A
- C-767: Boeing KC-767

### Guerra elettronica
- E-1: Grumman E-1 Tracer
- E-2: Grumman E-2 Hawkeye
- E-3: Boeing E-3 Sentry
- E-4: Boeing E-4
- E-5: Windecker E-5 Eagle
- E-6: Boeing E-6 Mercury
- E-7: riservato ma poi non assegnato (infine designato EC-18)
- E-8: Boeing E-8 Joint STARS
- E-9: Bombardier E-9 Widget
- E-10: Northrop Grumman-Boeing E-10 MC2A
- E-11: Bombardier E-11

### Caccia e cacciabombardieri

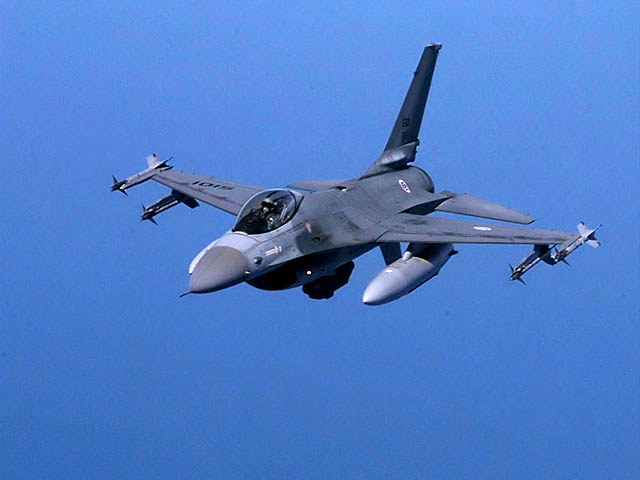
Un F-16

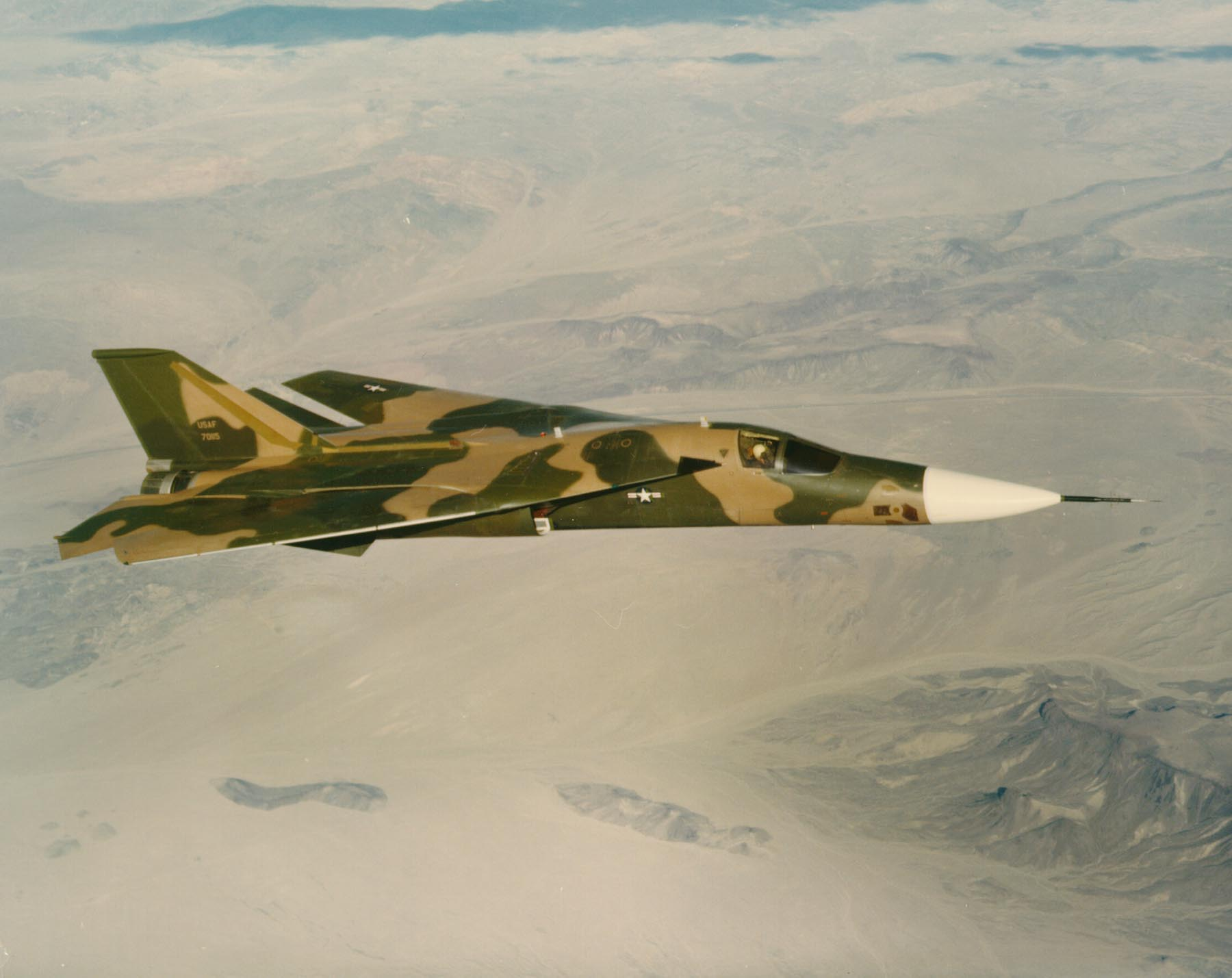
Un F-111 Aardvark

- F-1: North American F-1 Fury (inizialmente FJ)
- F-2: McDonnell F-2 Banshee (inizialmente F2H)
- F-3: McDonnell F-3 Demon (inizialmente F3H)
- F-4: McDonnell Douglas F-4 Phantom II (inizialmente F4H o anche F-110)
- F-5: Northrop F-5 Freedom Fighter/Tiger II
- F-6: Douglas F-6 Skyray (inizialmente F4D)
- F-7: Convair F-7 Sea Dart (inizialmente F2Y)
- F-8: Vought F-8 Crusader (inizialmente F8U)
- F-9: Grumman F-9 Panther/Cougar (inizialmente F9F)
- F-10: Douglas F-10 Skyknight (inizialmente F3D)
- F-11: Grumman F-11 Tiger (inizialmente F11F)
- F-12: Lockheed YF-12 (derivato dello A-12/SR-71)
- F-13: non assegnato per motivi legati alla superstizione
- F-14: Grumman F-14 Tomcat
- F-15: Boeing (McDonnell Douglas) F-15 Eagle
- F-16: Lockheed Martin (General Dynamics) F-16 Fighting Falcon
- F-17: Northrop YF-17 Cobra
- F-18: Boeing (McDonnell Douglas) F/A-18 Hornet (derivato dall'YF-17)
- F-19: mai usato ufficialmente, si veda F-19
- F-20: Northrop F-20 Tigershark
- F-21: IAI F-21 Lion
- F-22: Lockheed-Boeing F-22 Raptor
- F-23: Northrop-McDonnell Douglas YF-23 Black Widow II
- F-35: Lockheed Martin F-35 Lightning II (inizialmente X-35)
- F-47: Republic F-47 Thunderbolt (inizialmente P-47)
- F-51: North American F-51 Mustang (inizialmente P-51)
- F-61: Northrop F-61 Black Widow (inizialmente P-61)
- F-63: Bell QF-63 Kingcobra (inizialmente P-63)
- F-80: Lockheed F-80 Shooting Star (inizialmente P-80)
- F-81: Convair XF-81 (inizialmente XP-81)
- F-82: North American F-82 Twin Mustang (inizialmente P-82)
- F-83: Bell XF-83 (inizialmente XP-83)
- F-84: Republic F-84 Thunderjet/Thunderstreak/Thunderflash (inizialmente P-84)
- F-85: McDonnell XF-85 Goblin (inizialmente XP-85)
- F-86: North American F-86 Sabre
- F-87: Curtiss XF-87 Blackhawk (inizialmente XA-43 e XP-87)
- F-88: McDonnell XF-88 Voodoo (inizialmente XP-88)
- F-89: Northrop F-89 Scorpion
- F-90: Lockheed XF-90 (inizialmente XP-90)
- F-91: Republic XF-91 Thunderceptor
- F-92: Convair XF-92
- F-93: North American YF-93
- F-94: Lockheed F-94 Starfire
- F-95: North American YF-95 (designazione iniziale dell'YF-86D)
- F-96: Republic XF-96A (designazione iniziale dell'F-84F)
- F-97: Lockheed F-97 Starfire (designazione iniziale dell'F-94C)
- F-100: North American F-100 Super Sabre
- F-101: McDonnell F-101 Voodoo
- F-102: Convair F-102 Delta Dagger
- F-103: Republic XF-103 Thunderwarrior
- F-104: Lockheed F-104 Starfighter
- F-105: Republic F-105 Thunderchief
- F-106: Convair F-106 Delta Dart
- F-107: North American YF-107
- F-108: North American XF-108 Rapier
- F-109: riservato al Bell D-188A (XF-109)
- F-110: McDonnell Douglas F-110 Spectre (ridesignato F-4)
- F-111: General Dynamics F-111 Aardvark
- F-117: Lockheed F-117 Nighthawk

### Elicotteri
- H-1: Bell UH-1 Iroquois e Bell AH-1 Cobra
- H-2: Kaman H-2 Seasprite
- H-3: Sikorsky H-3
- H-4: Bell YOH-4A
- H-5: Fairchild Hiller YOH-5
- H-6: MD Helicopters (Hughes) H-6 Cayuse
- H-21: Piasecki H-21 Workhorse/Shawnee
- H-46: Boeing (Vertol) CH-46 Sea Knight
- H-47: Boeing (Vertol) CH-47 Chinook
- H-50: Gyrodyne QH-50
- H-51: Lockheed XH-51
- H-52: Sikorsky HH-52 Seaguard
- H-53: Sikorsky H-53 Sea Stallion/Super Stallion
- H-54: Sikorsky CH-54 Tarhe
- H-55: Hughes TH-55 Osage
- H-56: Lockheed AH-56 Cheyenne
- H-57: Bell TH-57 Sea Ranger
- H-58: Bell OH-58 Kiowa
- H-59: Sikorsky XH-59A
- H-60: Sikorsky H-60
- H-61: Boeing Vertol YUH-61
- H-62: Boeing Vertol XCH-62
- H-63: Bell YAH-63 Kingcobra
- H-64: Boeing (MD Helicopters/Hughes) AH-64 Apache
- H-65: Aérospatiale H-65 Dolphin
- H-66: Boeing-Sikorsky RAH-66 Comanche
- H-67: Bell TH-67 Creek
- H-68: Agusta MH-68A Stingray
- H-70: Bell ARH-70
- H-71: AgustaWestland VH-71 Kestrel
- H-72: Eurocopter UH-72 Lakota

### Osservazione
- O-1: Cessna O-1 Bird Dog
- O-2: Cessna O-2 Skymaster
- O-3: Lockheed YO-3A
- O-4: cancellato, uno dei candidati era il Wren 460B, derivato del Cessna 182
- O-5: de Havilland Canada O-5 Dash7
- OV-10: North American Rockwell OV-10 Bronco

### Pattugliamento
- P-2: Lockheed P-2 Neptune (inizialmente P2V)
- P-3: Lockheed P-3 Orion
- P-4: Consolidated P-4 Privateer (inizialmente P4Y)
- P-5: Martin P-5 Marlin (inizialmente P5M)
- P-7: Lockheed P-7 (sviluppo del P-3, cancellato agli inizi degli anni '90)
- P-8: Boeing P-8 Poseidon

### Antisom
- S-1: non assegnato
- S-2: Grumman S-2 Tracker
- S-3: Lockheed S-3 Viking

## Vecchie designazioni

### Designazioni dello U.S. Army Air Service (1919-1924)
Questo sistema di designazione era utilizzato dallo U.S. Army Air Service a partire dal 1919. In questo periodo vi furono solo 15 designazioni ufficiali.
- PW per Pursuit, Watercooled, caccia, raffreddato ad acqua (1921-1928)
- PN per Pursuit, Night, caccia, notturno (1921)
- PA per Pursuit, Aircooled, caccia, raffreddato ad aria (1922)
- PG per Pursuit, Ground attack, caccia, attacco al suolo (1922)
- TP per Two-seat Pursuit, caccia biposto (1922)
- GA per Ground Attack, attacco al suolo (1920-1922)
- IL per Infantry Liaison, collegamento della fanteria (1919)
- NO per Night Observation, ricognitore notturno (1925)
- NO per Artillery Observation, ricognitore d'artiglieria (1924)
- CO per Corps Observation, ricognitore dell'esercito (1922-1924)
- DB per Day Bombardment, bombardiere diurno (1920-1923)
- NBS per Night Bombardment, Short Distance, bombardiere notturno a breve distanza (1921-1924)
- NBL per Night Bombardment, Long Distance, bombardiere notturno a lunga distanza (1923)
- TA per Trainer, Aircooled, addestratore, raffreddato ad aria (1921-1924)
- TW per Trainer, Watercooled, addestratore, raffreddato ad acqua (1920-1923)
- A per Ambulance, ambulanza (1919-1925)
- G per Glider, aliante
- M per Messenger, messaggero (1919-1921)
- PS per Alert Pursuit (Special), caccia su allerta (speciale) (1923)
- R per Racer, corridore (1921-1923)
- S per Seaplane, aereo marino
- T per Transport, trasporto (1919-1923)

### Designazioni degli U.S. Army Air Service, U.S. Army Air Corps, U.S. Army Air Force, U.S. Air Force (1924-1948)
Tra il 1924 e il 1948 vennero apportate queste modifiche al sistema precedente. La nuova codifica si componeva originariamente di due prefissi alfabetici (non sempre tutti utilizzati), un identificatore numerico progressivo e un suffisso alfabetico. Venne poi aggiunto un terzo prefisso tra i due originali.
Il primo prefisso indicava il tipo di velivolo
- E per Exempt, esonerato (1946-1955);
- G per Permanently Grounded, definitivamente a terra (1924-1962);
- J per Special Test Status (Temporary), stato di collaudo speciale (temporaneo) (1956-1962);
- N per Special Test Status (Permanent), stato di collaudo speciale (permanente) (1956-1962);
- R per Restricted, limitato (1943-1947);
- X per Experimental, sperimentale (1925-1962);
- Y per Service Test, collaudo in servizio (1928-1962);
- Y1 per Purchased with F-1 Funds, acquistato con fondi F-1 (1931-1936);
- Z per Obsolete, obsoleto (1928-1962);

Il secondo prefisso, aggiunto in un secondo tempo, indicava il tipo di missione secondaria
- C per Transport, trasporto (1943-1962);
- D per Director (Drone Controller), telemanovratore (1948-1962);
- F per Photographic, fotografico (1945-1947);
- G per Carrier, portaerei (per caccia parassita) (1948);
- K per Ferret, ? (1944-1947);
- K per Tanker, aerocisterna (1949-1962);
- M per Medical, ambulanza 	(1951-1952);
- P per Passenger Transport Only, passeggeri (1948-1962);
- Q per Radio Controlled Drone, aereo radiocontrollato (1948-1962);
- R per Reconnaissance (Photographic), ricognizione fotografica (1948-1962);
- S per Search and Rescue, ricerca e soccorso (1948-1962);
- T per Trainer, addestratore (1943-1962);
- U per Utility, utilità (1943-1962);
- V per Staff (VIP Transport), trasporto personalità (1945-1962);
- W per Weather, meteo (1948-1962);

Il terzo prefisso indicava il tipo di missione primaria
- A per Aerial Target, bersaglio aereo (1940-1941) - divenne PQ
  - A-1: Fleetwings A-1
  - A-2: Radioplane A-2
  - A-3: Curtiss A-3
  - A-4: Douglas A-4
  - A-5: Boeing A-5
  - A-6: Douglas A-6
  - A-7: Bell A-7 Airacobra
  - A-8: Culver A-8 Cadet
- A per Amphibian, anfibio (1948-1962) - divenne OA
  - A-9: Grumman A-9 Goose
  - A-10: Consolidated A-10 Catalina
  - A-12: Grumman A-12 Duck
  - A-16: Grumman SA-16 Albatross
- A per Attack, attacco (1924-1947) - divenne B
  - A1: non assegnata per non generare confusione con il Cox-Klemin XA-1 ancora in servizio nel 1924
  - A-2: Douglas XA-2
  - A-3: Curtiss A-3 Falcon
  - A-4: Curtiss XA-4 Falcon
  - A-5: Curtiss XA-5
  - A-6: Curtiss XA-6
  - A-7: General Aviation XA-7
  - A-8: Curtiss A-8 Shrike
  - A-9: Lockheed A-9
  - A-10: Curtiss YA-10 Shrike
  - A-11: Consolidated YA-11
  - A-12: Curtiss A-12 Shrike
  - A-13: Northrop YA-13
  - A-14: Curtiss XA-14 Shrike
  - A-15: Martin XA-15
  - A-16: Northrop XA-16
  - A-17: Northrop A-17
  - A-18: Curtiss Y1A-18 Shrike
  - A-19: Vultee XA-19
  - A-20: Douglas A-20 Havoc/Boston
  - A-21: Stearman XA-21
  - A-22: Martin 167 Maryland
  - A-23: Martin XA-23
  - A-24: Douglas A-24 Banshee
  - A-25: Curtiss A-25 Helldiver
  - A-26: Douglas A-26 Invader
  - A-27: North American A-27
  - A-28: Lockheed A-28 Hudson
  - A-29: Lockheed A-29 Hudson
  - A-30: Martin A-30 Baltimore
  - A-31: Vultee A-31 Vengeance
  - A-32: Brewster XA-32
  - A-33: Douglas A-33
  - A-34: Brewster A-34 Bermuda
  - A-35: Vultee A-35 Vengeance
  - A-36: North American A-36 Apache
  - A-37: Hughes XA-37
  - A-38: Beechcraft XA-38 Grizzly
  - A-39: Kaiser-Fleetwings A-39
  - A-40: Curtiss XA-40
  - A-41: Vultee XA-41
  - A-42: Douglas XB-42 Mixmaster
  - A-43: Curtiss XF-87 Blackhawk
  - A-44: Convair XA-44
  - A-45: Martin XA-45
- AG per Assault Glider, aliante d'attacco (1942-1944):
  - AG-1: Christopher AG-1
  - AG-2: Timm AG-2
- AT per Advanced Trainer, addestratore avanzato (1942-1944) - divenne T:
  - AT-1: Huff-Daland AT-1
  - AT-2: Huff-Daland AT-2
  - AT-3: Boeing AT-3
  - AT-4: Curtiss AT-4 Hawk
  - AT-5: Curtiss AT-5 Hawk
  - AT-6: North American AT-6 Texan
  - AT-7: Beech AT-7 Navigator
  - AT-8: Cessna AT-8
  - AT-9: Curtiss AT-9 Fledgling
  - AT-10: Beech-Globe AT-10 Wichita
  - AT-11: Beech AT-11 Kansan
  - AT-12: Republic AT-12 Guardsman
  - AT-13: Fairchild XAT-13 Gunner
  - AT-14: Fairchild XAT-14 Gunner
  - AT-15: Boeing-Stearman XAT-15
  - AT-16: Noorduyn AT-16
  - AT-17: Cessna AT-17
  - AT-18: Lockheed AT-18
  - AT-19: Stinson AT-19 Reliant
  - AT-20: Federal AT-20
  - AT-21: Fairchild-Bellanca-McDonnell AT-21 Gunner
  - AT-22: Consolidated AT-22 Liberator
  - AT-23: Martin AT-23 Marauder
  - AT-24: North American AT-24 Mitchell
  - AT-29: Convair XAT-29 Flying Classroom
- B per Bomber, bombardiere (1925-1962):
  - B-1: Huff Daland-Keystone B-1 Super Cyclops
  - B-2: Curtiss B-2 Condor
  - B-3: Keystone B-3A
  - B-4: Keystone B-4
  - B-5: Keystone B-5A
  - B-6: Keystone B-6
  - B-7: Douglas B-7
  - B-8: Fokker B-8
  - B-9: Boeing B-9
  - B-10: Martin B-10
  - B-11: Douglas B-11
  - B-12: Martin B-12
  - B-13: Martin YB-13
  - B-14: Martin XB-14
  - B-15: Boeing XB-15
  - B-16: Martin XB-16
  - B-17: Boeing B-17 Flying Fortress
  - B-18: Douglas B-18 Bolo
  - B-19: Douglas B-19
  - B-20: Boeing Y1B-20
  - B-21: North American B-21
  - B-22: Douglas B-22
  - B-23: Douglas B-23 Dragon
  - B-24: Consolidated B-24 Liberator
  - B-25: North American B-25 Mitchell
  - B-26: Martin B-26 Marauder
    - B-26 Invader designazione del Douglas A-26 Invader dal 1948 al 1962

  - B-27: Martin B-27
  - B-28: North American B-28 Dragon
  - B-29: Boeing B-29 Superfortress
  - B-30: Lockheed B-30
  - B-31: Douglas B-31
  - B-32: Consolidated B-32 Dominator
  - B-33: Martin B-33
  - B-34: Lockheed B-34 Ventura
  - B-35: Northrop B-35
  - B-36: Convair B-36
  - B-37: Lockheed B-37
  - B-38: Vega B-38
  - B-39: Boeing B-39
  - B-40: Boeing B-40
  - B-41: Consolidated B-41
  - B-42: Douglas B-42 Mixmaster
  - B-43: Douglas B-43
  - B-44: Boeing B-44
  - B-45: North American B-45 Tornado
  - B-46: Convair B-46
  - B-47: Boeing B-47 Stratojet
  - B-48: Martin B-48
  - B-49: Northrop B-49
  - B-50: Boeing B-50 Superfortress
  - B-51: Martin B-51
  - B-52: Boeing B-52 Stratofortress
  - B-53: Convair B-53
  - B-54: Boeing B-54
  - B-55: Boeing B-55
  - B-56: Boeing B-56
  - B-57: Martin B-57 Canberra
  - B-58: Convair B-58 Hustler
  - B-59: Boeing B-59
  - B-60: Convair B-60
  - B-61: Martin B-61 Matador
  - B-62: Northrop B-62 Snark
  - B-63: Bell B-63 Rascal
  - B-64: North American XB-64 Navajo
  - B-65: Convair XB-65 Atlas
  - B-66: Douglas B-66 Destroyer
  - B-67: Radioplane XB-67 Crossbow
  - B-68: Martin XB-68
  - B-69: Lockheed RB-69A Neptune
  - B-70: North American XB-70 Valkyrie
  - B-71: Lockheed SR-71 Blackbird
- BC per Basic Combat, combattimento basico (1936-1940) - divenne AT:
  - BC-1: North American BC-1
  - BC-2: North American BC-2
  - BC-3: Vultee BC-3
- BG per Bomb Glider, aliante da bombardamento (1942-1944):
  - BG-1: Fletcher XBG-1
  - BG-2: Fletcher XBG-2
  - BG-3: Cornelius XBG-3
- BLR per Bomber, Long Range, bombardiere a lungo raggio (1935-1936) - divenne B:
  - BLR-1: Boeing XBLR-1
  - BLR-2: Douglas XBLR-2
  - BLR-3: Sikorsky XBLR-3
- BQ per Bomb, Controllable, bombardiere controllabile (1942-1945):
  - BQ-1: Fleetwings XBQ-1
  - BQ-2: Kaiser-Fleetwings XBQ-2
  - BQ-3: Fairchild XBQ-3
  - BQ-4: Interstate XBQ-4
  - BQ-5: Interstate XBQ-5
  - BQ-6: Interstate BQ-6
  - BQ-7: Boeing BQ-7 Flying Fortress
  - BQ-8: Consolidated BQ-8 Liberator
- BT per Basic Trainer, addestratore basico (1930-1947) - divenne T:
  - BT-1: Douglas BT-1
  - BT-2: Douglas BT-2
  - BT-3: Stearman YBT-3
  - BT-4: Curtiss XBT-4
  - BT-5: Stearman YBT-5
  - BT-6: Consolidated BT-6
  - BT-7: Consolidated Y1BT-7
  - BT-8: Seversky BT-8
  - BT-9: North American BT-9
  - BT-10: North American Y1BT-10
  - BT-11: Aircraft Research BT-11
  - BT-12: Fleetwings BT-12
  - BT-13: Vultee BT-13 Valiant
  - BT-14: North American BT-14
  - BT-15: Vultee BT-15 Valiant
  - BT-16: Vultee XBT-16 Valiant
  - BT-17: Boeing-Stearman XBT-17
  - BT-18:
  - BT-19:
  - BT-20:
  - BT-21:
  - BT-22:
  - BT-23:
  - BT-24:
  - BT-25:
  - BT-26:
  - BT-27:
  - BT-28: North American XBT-28 Mentor
  - BT-29:
  - BT-30: Douglas BT-30
- C per Cargo, trasporto (1925-1962):
  - C-1: Douglas C-1 Millirole
  - C-2: Fokker C-2
  - C-3: Ford C-3
  - C-4: Ford C-4
  - C-5: Fokker C-5
  - C-6: Sikorsky C-6
  - C-7: Fokker C-7
  - C-8: Fairchild C-8
  - C-9: Ford C-9
  - C-10: Curtiss-Wright C-10 Robin
  - C-11: Consolidated C-11 Fleetster
  - C-12: Lockheed C-12 Vega
  - C-13: non assegnato, per motivi legati alla superstizione
  - C-14: Fokker C-14
  - C-15: Fokker C-15
  - C-16: Fokker C-16
  - C-17: Lockheed C-17 Super Vega
  - C-18: Boeing C-18 Monomail
  - C-19: Northrop C-19 Alpha
  - C-20: Fokker C-20
  - C-21: Douglas C-21 Dolphin
  - C-22: Consolidated -22 Fleetster
  - C-23: Altair C-23
  - C-24: Fairchild C-24 Yic
  - C-25: Lockheed C-25 Altair
  - C-26: Douglas C-26 Dolphin
  - C-27: Bellanca C-27 Airbus
  - C-28: Sikorsky C-28
  - C-29: Douglas C-29 Dolphin
  - C-30: Curtiss-Wright C-30 Condor
  - C-31: Kreider-Reisner C-31
  - C-32: Douglas C-32
  - C-33: Douglas C-33
  - C-34: Douglas C-34
  - C-35: Lockheed XC-35 Electra
  - C-36: Lockheed C-36 Electra
  - C-37: Lockheed C-37 Electra
  - C-38: Douglas C-38
  - C-39: Douglas C-39
  - C-40: Lockheed C-40 Electra
  - C-41: Douglas C-41
  - C-42: Douglas C-42
  - C-43: Beechcraft C-43 Traveller
  - C-44: Messerschmitt XC-44
  - C-45: Beechcraft C-45 Expeditor
  - C-46: Curtiss C-46 Commando
  - C-47: Douglas C-47 Skytrain
  - C-48: Douglas C-48 Skytrain
  - C-49: Douglas C-49 Skytrain
  - C-50: Douglas C-50 Skytrain
  - C-51: Douglas C-51 Skytrain
  - C-52: Douglas C-52 Skytrain
  - C-53: Douglas C-53 Skytrooper
  - C-54: Douglas C-54 Skymaster
  - C-55: Curtiss C-55 Commando
  - C-56: Lockheed C-56 Lodestar
  - C-57: Lockheed C-57 Lodestar
  - C-58: Douglas C-58 Bolo
  - C-59: Lockheed C-59 Lodestar
  - C-60: Lockheed C-60 Lodestar
  - C-61: Fairchild C-61 Forwarder
  - C-62: Waco C-62
  - C-63: Lockheed C-63 Hudson
  - C-64: Noorduyn C-64 Norseman
  - C-65: Stout C-65 Skycar
  - C-66: Lockheed C-66 Lodestar
  - C-67: Douglas C-67 Dragon
  - C-68: Douglas C-68
  - C-69: Lockheed C-69 Constellation
  - C-70: Howard C-70 Nightingale
  - C-71: Spartan C-71 Executive
  - C-72: Waco UC-72
  - C-73: Boeing C-73
  - C-74: Douglas C-74 Globemaster
  - C-75: Boeing C-75 Stratoliner
  - C-76: Curtiss C-76 Caravan
  - C-77: Cessna C-77
  - C-78: Cessna C-78 Bobcat
  - C-79: Junkers C-79
  - C-80: Harlow C-80
  - C-81: Stinson C-81 Reliant
  - C-82: Fairchild C-82 Packet
  - C-83: Piper C-83 Coupe
  - C-84: Douglas C-84
  - C-85: Lockheed C-85 Orion
  - C-86: Fairchild C-86 Forwarder
  - C-87: Consolidated C-87 Liberator Express
  - C-88: Fairchild C-88
  - C-89: Hamilton C-89
  - C-90: Luscombe C-90
  - C-91: Stinson C-91
  - C-92: Akron-Funk C-92
  - C-93: Budd C-93 Conestoga
  - C-94: Cessna C-94
  - C-95: Taylorcraft C-95 Grasshopper
  - C-96: Fairchild C-96
  - C-97: Boeing C-97 Stratofreighter
  - C-98: Boeing C-98 Clipper
  - C-99: Convair XC-99
  - C-100: Northrop C-100 Gamma
  - C-101: Lockheed C-101 Vega
  - C-102: Rearwin C-102 Speedster
  - C-103: Grumman C-103
  - C-104: Lockheed C-104
  - C-105: Boeing XC-105
  - C-106: Cessna C-106
  - C-107: Stout C-107 Skycar
  - C-108: Boeing C-108 Flying Fortress
  - C-109: Consolidated C-109 Liberator
  - C-110: Douglas C-110
  - C-111: Lockheed C-111 Super Electra
  - C-112: Douglas XC-112
  - C-113: Curtiss C-113 Commando
  - C-114: Douglas C-114 Skymaster
  - C-115: Douglas C-115 Skymaster
  - C-116: Douglas C-116 Skymaster
  - C-117: Douglas C-117 Super Skytrain
  - C-118: Douglas C-118 Liftmaster
  - C-119: Fairchild C-119 Flying Boxcar
  - C-120: Fairchild C-120 Packplane
  - C-121: Lockheed C-121 Constellation
  - C-122: Fairchild C-122
  - C-123: Fairchild C-123 Provider
  - C-124: Douglas C-124 Globemaster II
  - C-125: Northrop C-125 Raider
  - C-126: Cessna C-126
  - C-127: Boeing C-127
  - C-128: Fairchild C-128 Flying Boxcar
  - C-129: Douglas C-129 Super Skytrain
  - C-130: Lockheed C-130 Hercules
  - C-131: Convair C-131 Samaritan
  - C-132: Douglas C-132
  - C-133: Douglas C-133 Cargomaster
  - C-134: Stroukoff YC-134
  - C-135: Boeing C-135 Stratotanker
  - C-136: Fairchild YC-136
  - C-137: Boeing C-137 Stratoliner
  - C-138: Fairchild C-138 (?)
  - C-139: Lockheed C-139 (?)
  - C-140: Lockheed C-140 Jetstar
  - C-141: Lockheed C-141 Starlifter
  - C-142: Vought XC-142
  - C-143: Curtiss-Wright C-143
  - C-143: Bombardier C-143 (?)
- CG per Cargo Glider, aliante da trasporto (1941-1947) - divenne G:
  - CG-1: Frankfort XCG-1
  - CG-2: Frankfort XCG-2
  - CG-3: Waco CG-3
  - CG-4: Waco-Timm CG-4 Hadrian
  - CG-5: St. Louis XCG-5
  - CG-6: St. Louis XCG-6
  - CG-7: Bowlus XCG-7
  - CG-8: Bowlus XCG-8
  - CG-9: AGA Aviation XCG-9
  - CG-10: Laister-Kauffman CG-10 Trojan Horse
  - CG-11: Snead XCG-11
  - CG-12: Read-York XCG-12
  - CG-13: Waco CG-13
  - CG-14: Chase XCG-14
  - CG-15: Waco CG-15 Hadrian
  - CG-16: General Airborne Transport XCG-16
  - CG-17: Douglas XCG-17
  - CG-18: Chase CG-18A
  - CG-19: Douglas CG-19
  - CG-20: Chase XCG-20
- CQ per Target Control, controllo per bersagli teleguidati (1942-1947) - divenne D:
  - CQ-1: Fletcher YCQ-1A
  - CQ-2: Stinson CQ-2
  - CQ-3: Beechcraft CQ-3 Expeditor
  - CQ-4: Boeing-Lockheed-Douglas CQ-4 Flying Fortress
- F per Fighter, caccia (1948-1962):
  - F-80: Lockheed P/F-80 Shooting Star
  - F-81: Convair XP-81
  - F-82: North American F-82 Twin Mustang
  - F-83: Bell XP-83
  - F-84: Republic F-84 Thunderjet
  - F-85: McDonnell XF-85 Goblin
  - F-86: North American F-86 Sabre
  - F-87: Curtiss XF-87 Blackhawk
  - F-88: McDonnell XF-88 Voodoo
  - F-89: Northrop F-89 Scorpion
  - F-90: Lockheed XF-90
  - F-91: Republic XF-91 Thunderceptor
  - F-92: Convair XF-92A
  - F-93: North American YF-93
  - F-94: Lockheed F-94 Starfire
  - F-95: North American YF-95
  - F-96: Republic YF-96
  - F-97: Lockheed F-97 Starfire
  - F-98: Hughes XF-98 divenuto poi il missile Hughes AIM-4 Falcon
  - F-99: divenuto poi il missile Bomarc
  - F-100: North American F-100 Super Sabre
  - F-101: McDonnell F-101 Voodoo
  - F-102: Convair F-102 Delta Dagger
  - F-103: Republic Republic XF-103
  - F-104: Lockheed F-104 Starfighter
  - F-105: Republic F-105 Thunderchief
  - F-106: Convair F-106 Delta Dart
  - F-107: North American F-107
  - F-108: North American XF-108 Rapier
  - F-109: Bell XF-109
  - F-110: McDonnell F-110 Spectre - divenuto poi lo F-4C Phantom II
  - F-111: General Dynamics F-111
  - F-112: alcune fonti affermano che queste designazioni siano state impiegate per la valutazione di aeroplani esteri, ma non sono state confermate
  - F-113:
  - F-114:
  - F-115:
  - F-116:
  - F-117: Lockheed F-117 Nighthawk
- F per Photographic, fotoricognitore (1930-1947) - divenne R:
  - F-1: Fairchild XF-1, YF-1 e F-1A
  - F-2: Beech F-2 Expeditor
  - F-3: Douglas F-3 Havoc
  - F-4: Lockheed F-4 Lightning
  - F-5: Lockheed F-5 Lightning
  - F-6: North American F-6 Mustang
  - F-7: Consolidated-Lockheed F-7 Liberator
  - F-8: de Havilland F-8 Mosquito
  - F-9: Boeing F-9 Flying Fortress
  - F-10: North American F-10 Mitchell
  - F-11: Hughes XF-11
  - F-12: Republic XF-12A Rainbow
  - F-13: Boeing F-13 Superfortress
  - F-14: Lockheed XF-14 Shooting Star
  - F-15: Northrop F-15 Reporter
  - F-16: Boeing XF-16 Stratofortress
- FG per Fuel Glider, aliante cisterna (1930-1947):
- FM per Fighter, Multiplace, caccia pluriposto (1936-1941):
- G per Glider, aliante (1936-1941):
- G per Gyroplane, giroplano (1935-1939) - divenne O e R (rotary wing):
- GB per Glide Bomb, aliante bombardiere (1942-1947):
- GT per Glide Torpedo, siluro aliante (1942-1947):
- H per Helicopter, elicottero (1948-1962):
- HB per Heavy Bomber, bombardiere pesante (1925-1927) - divenne B:
- JB per Jet-Propelled Bomb, bomba propulsa a getto (1943-1947):
- L per Liaison, collegamento (1942-1962):
- LB per Light Bomber, bombardiere leggero (1924-1932) - divenne B:
- O per Observation, osservazione (1924-1942) - divenne L:
  - O-1: Curtiss O-1 Falcon
  - O-2: Douglas O-2
  - O-3: Dayton-Wright XO-3 Mohawk
  - O-4: Martin XO-4
  - O-5: Douglas O-5
  - O-6: Thomas-Morse O-6
  - O-7: Douglas O-7
  - O-8: Douglas O-8
  - O-9: Douglas O-9
  - O-10: Loening XO-10
  - O-11: Curtiss O-11 Falcon
  - O-12: Curtiss O-12
  - O-13: Curtiss O-13 Falcon
  - O-14: Douglas XO-14
  - O-15: Keystone XO-15
  - O-16: Keystone XO-16 Falcon
  - O-17: Consolidated XO-17A Courier
  - O-18: Curtiss XO-18 Falcon
  - O-19: Thomas-Morse O-19
  - O-20: Thomas-Morse YO-20
  - O-21: Thomas-Morse XO-21
  - O-22: Douglas O-22
  - O-23: Thomas-Morse YO-23
  - O-24: Curtiss O-24
  - O-25: Douglas O-25
  - O-26: Curtiss Y1O-26
  - O-27: Fokker O-27
  - O-28: Vought O-28 Corsair
  - O-29: Douglas O-29
  - O-30: Curtiss O-30
  - O-31: Douglas O-31
  - O-32: Douglas O-32
  - O-33: Thomas-Morse Y1O-33
  - O-34: Douglas O-34
  - O-35: Douglas O-35
  - O-36: Douglas XO-36
  - O-37: Keystone O-37
  - O-38: Douglas O-38
  - O-39: Curtiss O-39 Falcon
  - O-40: Curtiss YO-40 Raven
  - O-41: Thomas-Morse Y1O-41
  - O-42: Thomas-Morse O-42
  - O-43: Douglas O-43
  - O-44: Douglas O-44
  - O-45: Martin O-45
  - O-46: Douglas O-46
  - O-47: North American O-47
  - O-48: Douglas XO-48
  - O-49: Stinson O-49 Vigilant
  - O-50: Bellanca YO-50
  - O-51: Ryan YO-51 Dragonfly
  - O-52: Curtiss O-52 Owl
  - O-53: Douglas O-53 Havoc
  - O-54: Stinson YO-54
  - O-55: Erco YO-55
  - O-56: Lockheed O-56 Ventura
  - O-57: Taylorcraft O-57 Grasshopper
  - O-58: Aeronca O-58 Grasshopper
  - O-59: Piper O-59 Grasshopper
  - O-60: Kellett O-60
  - O-61: Pitcairn YO-61
  - O-62: Stinson O-62 Sentinel
  - O-63: Interstate XO-63 Grasshopper
- OA per Observation Amphibian, osservatore anfibio (1925-1947) - divenne A:
- OQ per Aerial Target (Model Airplane), bersaglio aereo (modello di aeroplano) (1942-1947) - divenne Q:
- P per Pursuit, cacciatore (1925-1947) - divenne F:
  - P-1: Curtiss P-1 Hawk
  - P-2: Curtiss P-2 Hawk
  - P-3: Curtiss P-3 Hawk
  - P-4: Boeing P-4
  - P-5: Curtiss P-5 Superhawk
  - P-6: Curtiss P-6 Hawk
  - P-7: Boeing P-7
  - P-8: Boeing P-8
  - P-9: Boeing P-9
  - P-10: Curtiss XP-10
  - P-11: Curtiss P-11 Hawk
  - P-12: Boeing P-12
  - P-13: Thomas-Morse P-13 Viper
  - P-14: Curtiss P-14
  - P-15: Boeing P-15
  - P-16: Berliner-Joyce P-16
  - P-17: Curtiss P-17
  - P-18: Curtiss P-18
  - P-19: Curtiss P-19
  - P-20: Curtiss P-20
  - P-21: Curtiss P-21
  - P-22: Curtiss P-22
  - P-23: Curtiss P-23
  - P-24: Lockheed-Detroit P-24
  - P-25: Consolidated P-25
  - P-26: Boeing P-26
  - P-27: Consolidated YP-27
  - P-28: Consolidated YP-28
  - P-29: Boeing P-29
  - P-30: Consolidated P-30
  - P-31: Curtiss P-31 Swift
  - P-32: Boeing P-32
  - P-33: Consolidated P-33
  - P-34: Wedell-Williams P-34
  - P-35: Seversky P-35
  - P-36: Curtiss P-36 Hawk
  - P-37: Curtiss P-37
  - P-38: Lockheed P-38 Lightning
  - P-39: Bell P-39 Airacobra
  - P-40: Curtiss P-40
  - P-41: Seversky-Republic P-41
  - P-42: Curtiss P-42
  - P-43: Republic P-43 Lancer
  - P-44: Republic P-44 Rocket
  - P-45: Bell P-45 Airacobra
  - P-46: Curtiss P-46
  - P-47: Republic P-47 Thunderbolt
  - P-48: Douglas P-48
  - P-49: Lockheed P-49
  - P-50: Grumman P-50
  - P-51: North American P-51 Mustang
  - P-52: Bell P-52
  - P-53: Curtiss P-53
  - P-54: Vultee XP-54 "Swoose Goose"
  - P-55: Curtiss XP-55 Ascender
  - P-56: Northrop XP-56 Black Bullet
  - P-57: Tucker XP-57
  - P-58: Lockheed XP-58
  - P-59: Bell P-59 Airacomet
  - P-60: Curtiss P-60
  - P-61: Northrop P-61 Black Widow
  - P-62: Curtiss XP-62
  - P-63: Bell P-63 Kingcobra
  - P-64: North American P-64
  - P-65: Grumman XP-65
  - P-66: Vultee P-66 Vanguard
  - P-67: McDonnell XP-67 Bat
  - P-68: Vultee XP-68 "Tornado"
  - P-69: Republic XP-69
  - P-70: Douglas P-70 Havoc
  - P-71: Curtiss XP-71
  - P-72: Republic P-72
  - P-73: Hughes P-73
  - P-74: non assegnato per esplicita richiesta della General Motors
  - P-75: Fisher P-75 Eagle
- PB per Pursuit, Biplace, caccia biposto (1935-1941):
- PG per Powered Glider, aliante a motore (1943-1947):
- PQ per Aerial Target (Man Carrying), bersaglio aereo con pilota a bordo (1942-1947) - divenne A (aerial target) e Q (aerial target):
- PT per Primary Trainer, addestratore basico (1925-1947) - divenne T:
- Q per Aerial Target, bersaglio aereo (1948-1962):
- R per Reconnaissance, ricognizione (1948-1962):
- R per Rotary Wing, ala rotante (1941-1947) - divenne H:
- S per Supersonic/Special Test, supersonico/collaudi speciali (1946-1947) - divenne X:
  - S-1: Bell XS-1
  - S-2: Bell XS-2
  - S-3: Douglas XS-3 Stiletto
  - S-4: Northrop XS-4 Bantam
  - S-5: Bell XS-5
- T per Trainer, addestratore (1948-1962):
- TG per Training Glider, aliante addestratore (1941-1947):
- U per Utility, utilità (1952-1962):
- V per VTOL or STOL, VTOL o STOL (1954-1962):
- X per Special Research, ricerche speciali (1941-1947):
  - X-1: Bell X-1
  - X-2: Bell X-2
  - X-3: Douglas X-3 Stiletto
  - X-4: Northrop X-4 Bantam
  - X-5: Bell X-5
  - X-6: Convair X-6
  - X-7: Lockheed X-7
  - X-8: Aerojet General X-8 Aerobee
  - X-9: Bell X-9
  - X-10: North American X-10
  - X-11: Convair X-11 Atlas A
  - X-12: Convair X-12 Atlas B
  - X-13: Ryan Vertijet X-13
  - X-14: Bell X-14
  - X-15: North American X-15
  - X-16: Bell X-16
  - X-17: Lockheed X-17
  - X-18: Hiller X-18
  - X-19: Curtiss-Wright X-19
  - X-20: Boeing X-20 Dynasoar
  - X-21: Northrop X-21
  - X-22: Bell X-22
  - X-23: Martin Marietta X-23
  - X-24: Martin Marietta X-24
  - X-25: Bensen X-25
  - X-26: Schweizer-Lockheed Frigate X-26
  - X-27: Lockheed X-27
  - X-28: Pereira X-28 Osprey
  - X-29: Grumman X-29
  - X-30: National Aerospace Plane X-30
  - X-31: Rockwell-MBB X-31
  - X-32: Boeing X-32
  - X-33: Lockheed Martin X-33
  - X-34: Orbital Sciences-Rockwell X-34
  - X-35: Lockheed Martin X-35
  - X-36: McDonnell Douglas X-36
  - X-37: Boeing X-37 Future-X
  - X-38: Scaled Composites X-38
  - X-39:
  - X-40: Boeing Space Maneuver Vehicle X-40
  - X-41:
  - X-42:
  - X-43: MicroCraft-Boeing-Allied Aerospace Industries X-43 Hyper-X
  - X-44: Lockheed Martin-Pratt & Whitney X-44
  - X-45: Boeing X-45
  - X-46: Boeing X-46
  - X-47: Northrop Grumman X-47
  - X-48: NASA Langley Research Center-Boeing X-48A e Boeing/Cranfield University X-48B
  - X-49: Sikorsky-Piasecki X-49A
  - X-50: Boeing Dragonfly X-50A
  - X-51: Boeing-Pratt & Whitney X-51A

### Designazioni della U.S. Navy, U.S. Marine Corps e United States Coast Guard (1922-1962)

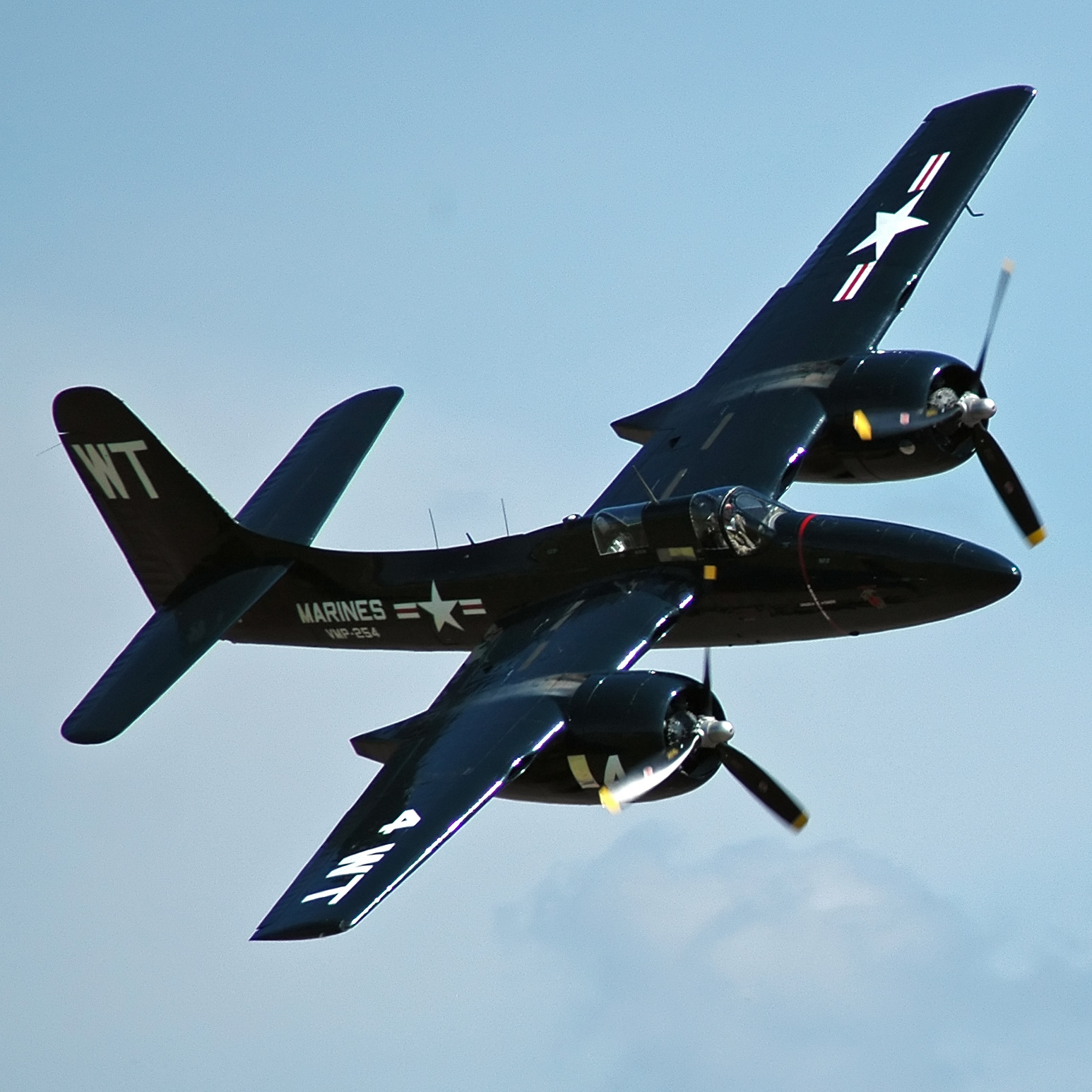
Un F7F Tigercat

La Marina degli Stati Uniti usava, prima del 1962, una serie di due o tre lettere con un numero progressivo. Il prefisso X indicava un prototipo sperimentale. La prima lettera indicava la missione primaria ed era seguita da un numero progressivo riferito alla ditta costruttrice. Se l'aeroplano era il primo modello costruito dalla ditta, allora non veniva scritto alcun numero. L'eventuale numero era quindi seguito da una lettera identificativa della ditta costruttrice, da un trattino e da un numero indicante il sottotipo. Infine una terza lettera indicava le varie modificazioni.
Il primo prefisso indicava la missione primaria
- A per Ambulance, ambulanza (1943)
- A per Attack, attacco (1946-1962)
- B per Bomber, bombardiere (1931-1943)
- BF per Bomber Fighter, caccia bombardiere (1934-1937)
- BT per Bomber Torpedo, bombardiere torpediniere (1942-1945)
- DS per Drone, Antisubmarine, veicolo teleguidato antisommergibile (1959-1962)
- F per Fighter, caccia (1922-1962)
- G per In-Flight Refueling Tanker, aerocisterna (1958-1962)
- G per Glider, aliante (1946-1962)
- G per Transport, Single Engine, trasporto monomotore (1939-1941)
- H per Air-Sea Rescue, salvataggio aria-mare (1946-1962)
- H per Hospital, ospedale (1929-1942)
- HC per Helicopter, Transport, elicottero da trasporto (1952-1955)
- HJ per Helicopter, Utility, elicottero utilità (1944-1949)
- HN per Helicopter, Trainer, elicottero addestratore (1944-1948)
- HO per Helicopter, Observation, elicottero da osservazione (1944-1962)
- HR per Helicopter, Transport, elicottero da trasporto (1944-1962)
- HS per Helicopter, Antisubmarine, elicottero antisommergibili (1951-1962)
- HT per Helicopter, Training, elicottero addestratore (1948-1962)
- HU per Helicopter, Utility, elicottero utilità (1950-1962)
- J per Transport, trasporto (1928-1931)
- J per Utility, utilità (1931-1962)
- JR per Utility Transport, utilità trasporto (1935-1962)
- K per Drone, veicolo teleguidato (1945-1962)
- LB per Gliding Bomb, bombardiere aliante (1941-1945)
- LN per Trainer Glider, aliante addestratore (1941-1945)
- LR per Transport Glider, aliante da trasporto (1941-1945)
- M per Marine Expeditionary, spedizioniere della Marina (1922-1923)
- N per Trainer, addestratore (1922-1960)
- O per Observation, osservazione (1922-1962)
- OS per Observation Scout, osservazione avanscoperta (1935-1945)
- P per Patrol, pattugliamento (1923-1962)
- P per Pursuit, caccia (1923)
- PB per Patrol Bomber, bombardiere pattugliatore (1935-1962)
- PT per Patrol Torpedo, pattugliatore torpediniere (1922)
- PTB per Patrol Torpedo Bomber, pattugliatore bombardiere torpediniere (1937)
- R per Racer, da corsa (1922-1928)
- R per Transport, trasporto (1931-1962)
- RO per Rotorcycle, rotociclo (1954-1959)
- S per Antisubmarine, antisommergibile (1946-1962)
- S per Scout, avanscoperta (1922-1946)
- SB per Scout Bomber, avanscoperta bombardiere (1934-1946)
- SN per Scout Trainer, avanscoperta addestratore (1939-1962)
- SO per Scout Observation, avanscoperta osservazione (1934-1946)
- T per Torpedo, avanscoperta torpediniere (1922-1935)
- T per Training, addestratore (1948-1962)
- T per Transport, trasporto (1927-1930)
- TB per Torpedo Bomber, bombardiere torpediniere(1935-1946)
- TD per Target Drone, bersaglio teleguidato (1942-1946)
- TS per Torpedo Bomber Scout, bombardiere avanscoperta torpediniere (1943)
- U per Unpiloted Drone, aereo non pilotato (1946-1955)
- U per Utility, utilità (1955-1962)
- W per Airborne Early Warning, prima allerta aerea (1952-1962)
- ZP per Airship, Patrol, pattugliatore antinave (1947-1962)
- ZS per Airship, Scout, avanscoperta antinave (1954-1962)
- ZT per Airship, Training, addestratore antinave (1947-1962)
- ZW per Airship, Airborne Early Warning, prima allerta aerea antinave (1952-1962)

Il primo suffisso indicava la ditta costruttrice
- A per Aeromarine Plane and Motor Company
- A per Allied Aviation Corporation
- A per Atlantic Aircraft Corporation (la divisione Fokker negli USA)
- A per Brewster Aeronautical Corporation
- A per General Aviation Corporation
- A per Noorduyn Aviation Ltd. (Canada)
- B per Aerial Engineering Corporation (Booth o Bee Line)
- B per Beech Aircraft Company
- B per Boeing Aircraft Company
- B per Edward G. Budd Manufacturing Company
- BS per Blackburn Aeroplane & Motor Company (England)
- C per Cessna Aircraft Corporation
- C per Culver Aircraft Corporation
- C per Curtiss Aeroplane & Motor Company
- C per de Havilland Canada, Ltd.
- CH per Caspar-Werke GmbH (Germany)
- D per Douglas Aircraft Corporation
- D per McDonnell Aircraft Corporation
- D per Radioplane Corporation
- D per Frankfort Sailplane Company
- DH per DeHavilland Aircraft Company Ltd. (Inghilterra)
- DW per Dayton-Wright Airplane Company
- E per Bellanca Aircraft Corporation
- E per Cessna Aircraft Corporation
- E per Detroit Aircraft Corporation
- E per Edo Aircraft Corporation
- E per G. Elias & Brothers, Inc.
- E per Gould Aeronautical Corporation
- E per Hiller Aircraft Corporation
- E per Piper Aircraft Corporation
- E per Pratt-Read
- F per Fairchild Aircraft Ltd. (Canada)
- F per Grumman Aircraft Engineering Corporation
- F per Royal Dutch Aircraft Manufacturing Works (Fokker)
- G per AGA Aviation Corporation
- G per Bell Aircraft Corporation
- G per Eberhart Aeroplane & Motor Company
- G per Gallaudet Aircraft Corporation
- G per Globe Aircraft Corporation
- G per Goodyear Aircraft Corporation
- G per Great Lakes Aircraft Corporation
- H per Hall-Aluminum Aircraft Corporation
- H per Howard Aircraft Company
- H per Huff, Daland & Company
- H per Snead and Company
- H per Stearman-Hammond Aircraft Corporation
- HP per Handley Page, Ltd. (England)
- J per Berliner-Joyce Aircraft Corporation
- J per General Aviation Corporation
- J per North American Aviation Corporation
- JL per Junkers-Larson Aircraft Corporation
- K per Fairchild Aircraft Corporation
- K per Kaiser Cargo, Inc. (Fleetwings Division)
- K per Kaman Aircraft Corporation
- K per Keystone Aircraft Corporation
- K per Kinner Airplane and Motor Corporation
- K per Kreider-Reisner Aircraft Company, Inc.
- K per Martin, J. V.
- K per Nash-Kelvinator Corporation
- L per Bell Aircraft Corporation
- L per Columbia Aircraft Corporation
- L per Grover Loening, Inc.
- L per L. W. F. Engineering Corporation
- L per Langley Aviation Corporation
- L per Loening Aeronautical Engineering Corporation
- M per General Motors Corporation (Eastern Aircraft Division)
- M per Glenn L. Martin Company
- M per McCulloch Motors Corporation
- N per Gyrodyne Company of America, Inc.
- N per Naval Aircraft Factory
- O per Lockheed Aircraft Corporation
- O per Piper Aircraft Corporation
- O per Viking Flying Boat Corporation
- P per P-V Engineering Forum
- P per Piasecki Helicopter Corporation
- P per Piper Aircraft Corporation
- P per Pitcairn Autogyro Company
- P per Spartan Aircraft Company
- P per Vertol Aircraft Corporation
- PL per George Parnall & Company (Inghilterra)
- Q per Bristol Aeronautical Corporation
- Q per Chas. Ward Hall, Inc.
- Q per Fairchild Engine and Airplane Corporation
- Q per Stinson Aircraft Corporation
- R per Aeronca Aircraft Corporation
- R per American Aviation Corporation
- R per Brunswick-Balke-Collender Corporation
- R per Ford Motor Company
- R per Interstate Aircraft & Engineering Corporation
- R per Maxson-Brewster Corporation
- R per Radioplane Division, Northrop Corporation
- R per Ryan Aeronautical Company
- RO per Officine Ferroviarie Meridionali Romeo (Italia)
- S per Aeromarine Plane and Motor Company
- S per Schweizer Aircraft Corporation
- S per Sikorsky Aviation Corporation
- S per Sperry Gyroscope Company
- S per Stearman Aircraft Company
- S per Stout Engineering Laboratories
- S per Supermarine
- T per New Standard Aircraft Corporation
- T per Northrop Aircraft, Inc.
- T per The Northrop Corporation
- T per Taylorcraft Aviation Corporation
- T per Temco Aircraft Corporation
- T per Thomas-Morse Aircraft Corporation
- T per Timm Aircraft Corporation
- U per Lewis &amp Vought, Chance Vought, Vought Sikorsky
- V per Canadian Vickers, Ltd.
- V per Lockheed Aircraft Corporation
- V per Vultee Aircraft, Inc.
- VK per Vickers, Ltd. (Inghilterra)
- W per Canadian Car and Foundry Company, Ltd.
- W per Waco Aircraft Corporation
- W per Willys-Overland Company
- W per Wright Aeronautical Corporation
- X per Cox-Klemin Aircraft Corporation
- Y per Consolidated Aircraft Corporation
- Y per Convair Division (General Dynamics Corporation)
- Z per Pennsylvania Aircraft Syndicate

Il secondo suffisso indicava uno scopo speciale
- A per Amphibious version, versione anfibia
- A per Armament on normally unarmed aircraft, armamento su un aereo normalmente disarmato
- A per Arresting gear on normally noncarrier aircraft, gancio d'arresto su un aereo non imbarcato
- A per Built for the Army Air Force, costruito per l'aeronautica dell'esercito
- A per Land-based version of carrier aircraft, versione terrestre di un aereo imbarcato
- A per Miscellaneous modification, modifica generica
- A per Nonfolding wings and no carrier provisions, ali non ripiegabili e versione non imbarcata
- A per Target towing and photography, bersaglio al guinzaglio e fotografico
- B per British Lend-Lease version, versione inglese prestata-affittata
- B per Miscellaneous modification, modifica generica
- B per Special armament version, versione con armamento speciale
- C per British-American standardized version, versione tipica britannica-statunitense
- C per Cannon armament, armato con cannone
- C per Carrier operating version of a noncarrier aircraft, versione imbarcata per un aereo non imbarcato
- C per Equipped with two .50 caliber machine guns, equipaggiato con due mitragliatrici calibro 0,50
- C per Navy equivalent of Army C-series aircraft, equivalente della Marina di un veliviolo della serie C
- CP per Trimetrogen camera, fotocamera al trimetrogeno (sistema fotografico ideato dal tenente colonnello Minton W. Kaye)
- D per Drone controller, controllore dell'aereo telecomandato
- D per Drop tank configuration, configurazione con serbatoi scaricabili
- D per Navy equivalent of Army D-series aircraft, equivalente della Marina di un velivolo della serie D
- D per Special search radar, radar di scoperta speciale
- E per Special electronic version, versione elettronica speciale
- F per Converted for use as a flagship, convertito per essere impiegato come modello di punta
- F per Special powerplant, propulsore speciale
- G per Air-sea rescue version, versione di salvataggio aria-mare
- G per Coast Guard version, versione della guardia costiera
- G per Gun on normally unarmed aircraft, cannone su velivolo normalmente disarmato
- G per Navy equivalent of Army G-series aircraft, equivalente della Marina di un velivolo della serie G
- H per Air-sea rescue version, versione di salvataggio aria-mare
- H per Hospital version, versione ospedale
- H per Navy equivalent of Army H-series aircraft, equivalente della Marina di un velivolo della serie H
- J per Navy equivalent of Army J-series aircraft, equivalente della Marina di un velivolo della serie J
- J per Special weather equipment, equipaggiamento meteo speciale
- J per Target towing version, versione bersaglio al guinzaglio
- K per Target drone version, versione bersaglio telecomandato
- L per Cold weather version, versione temperature rigide
- L per Searchlight version, versione faro proiettore
- M per Missile carrier, portamissili
- M per Weather reconaissance version, versione da ricognizione meteo
- N per Night operating version (all weather), versione notturna ognitempo
- NA per Night operating version stripped for day attack, modifica di un aereo diurno in notturno
- NL per Night operating/cold weather version, versione per operazione notturna/climi rigidi
- P per Photographic version, versione fotografica
- Q per Electronic countermeasures version, versione ECM
- R per Transport version, versione da trasporto
- S per Antisubmarine version, versione antisom
- T per Training version, versione da addestramento
- U per Utility version, versione utilità
- W per Special search version, versione da ricerca speciale
- Z per Administrative version, versione amministrativa

#### Designazioni della Marina
- General Aviation

1. General Aviation FA

- Brewster

1. Brewster F2A
2. Brewster F3A Corsair

- Boeing

1. Boeing FB
2. Boeing F2B
3. Boeing F3B
4. Boeing F4B
5. Boeing F5B
6. Boeing F6B
7. Boeing F7B
8. Boeing F8B

- Curtiss

1. Curtiss CF
2. Curtiss F2C
3. Curtiss F3C
4. Curtiss F4C
5. Curtiss F6C
6. Curtiss F7C
7. Curtiss F8C Falcon
8. Curtiss F9C Sparrowhawk
9. Curtiss F10C
10. Curtiss F11C
11. Curtiss F12C
12. Curtiss F13C
13. Curtiss F14C
14. Curtiss F15C

- McDonnell

1. McDonnell FD Phantom
2. McDonnell F2D Banshee

- Douglas

1. Douglas FD
2. Douglas F3D Skyknight
3. Douglas F4D Skyray
4. Douglas F5D Skylancer
5. Douglas F6D Missileer

- Grumman

1. Grumman FF
2. Grumman F2F
3. Grumman F3F
4. Grumman F4F Wildcat
5. Grumman F6F Hellcat
6. Grumman F7F Tigercat
7. Grumman F8F Bearcat
8. Grumman F9F Panther/Cougar
9. Grumman F10F Jaguar
10. Grumman F11F Tiger
11. Grumman F12F

- Eberhart

1. Eberhart FG
2. Eberhart F2G

- Goodyear

1. Goodyear FG Corsair
2. Goodyear F2G

- Hall

1. Hall FH

- McDonnell

1. McDonnell FH Phantom
2. McDonnell F2H Banshee
3. McDonnell F3H Demon
4. McDonnell F4H Phantom II

- Berliner-Joyce

1. Berliner-Joyce FJ
2. Berliner-Joyce F2J

- North American

1. North American FJ Fury

- Loening

1. Loening FL

- Bell

1. Bell FL
2. Bell F2L

- General Motors

1. General Motors FM Wildcat
2. General Motors F2M
3. General Motors F3M

- Seversky

1. Seversky FN

- Lockheed
  - Lockheed FO
  - Lockheed FV
- Ryan

1. Ryan FR Fireball
2. Ryan F2R Dark Shark

- Northrop

1. Northrop FT
2. Northrop F2T Black Widow

- Vought

1. Vought FU
2. Vought F2U
3. Vought F3U
4. Vought F4U Corsair
5. Vought XF5U
6. Vought F6U Pirate
7. Vought F7U Cutlass
8. Vought F8U Crusader

- Wright

1. Wright F2W
2. Wright F3W

- Convair

1. Convair FY Pogo
2. Convair F2Y Sea Dart

### Designazione della United States Army Air Forces (USAAF) (1956-1962)
- AC per Airplane, Cargo, aeroplano da trasporto
- AO per Airplane, Observation, aeroplano da osservazione
- AU per Airplane, Utility, aeroplano da utilità
- AZ per Airplane, Experimental, aeroplano sperimentale
- HC per Helicopter, Cargo, elicottero da trasporto
- HO per Helicopter, Observation, elicottero da osservazione
- HO per Flying Platform, piattaforma volante (1955-1956)
- HU per Helicopter, Utility, elicottero da utilità
- HZ per Helicopter, Experimental, elicottero sperimentale
- V per Convertiplane, convertiplano (1952-1956)
- VZ per VTOL Research, ricerca per il decollo verticale